# 桶盤淺
桶盤淺，最早古稱桶盤棧，是臺灣臺南市南區的一個傳統地域名稱，位於該區東北部，北側以台灣府城城牆為界。清康熙年間，曾在此設置桶盤淺汛的中級軍營；在日治初期，其隸屬於台南廳仁和里桶盤淺庄；1920年行政區劃改制時，劃為台南市的桶盤淺大字。相較於今日行政區，其範圍大致包括明德里不含西南部凸出部分的北半部、竹溪里、新生里、大林里、大忠里、郡南里不含西部、建南里東北端、大恩里北部，以及中西區的南門里東南部、郡王里南大半部不含最東端、法華里不含東北部。

## 名稱由來
桶盤淺的「桶盤」，是因為桶盤淺地處台南台地西緣，加上竹溪向下侵蝕所形成的河道，地勢類似倒覆的淺盤。「棧」字是因南側的桶盤淺聚落，原稱「桶盤棧」，因位於通往府城的要道，而設有客棧，但後來隨著台南市街發展，此處客棧生意沒落，而改棧為淺。

## 聚落
桶盤淺大字內有原有兩聚落，為桶盤淺聚落和大林聚落。桶盤淺聚落在1930年代因興建台南機場，遷村至大林聚落東側。

### 桶盤淺
桶盤淺聚落內原有朝玄宮，最初建於1742年。1993年新建朝玄宮於台南市南區大同路二段。

### 大林
過去在當地有許多的林投樹，後來原居現今將軍區角帶圍的王君，率族人來此開墾，遂稱該地為大林。

## 設施
桶盤淺因位於台灣府城南門外，自古以來有大片墓地，靠近機場的部分，逐漸發展成今日臺南南山公墓。
明清時期
- 竹溪寺
- 法華寺
- 五妃廟

日治時期
- 台南放送局（今 臺南放送局）
- 台南師範學校（今 台南大學）
- 台南第二高等女學校（今 臺南市立中山國民中學）
- 台南專修商業學校（今 台南高商）
- 台南機場部分
- 賽馬場，後來改建為水交社
- 棒球場（今 臺南市立棒球場）